# كريم حميدي الربيعي
كريم حميدي الربيعي هو كاتب عراقي  الجنسية.

## حياته
كتبه ومنشوراته كانت تهتم بالتعليم والتربية الثقافية، حيث تحدث عن المسرح التربوي في كتابه المسرح التربوي وسيلة من وسائل التعليم في رياض الأطفال عام 2014، الذي تم نشره من مكتبة الفنون والآداب.

## مؤلفاته
| الاسم                                                 | دار النشر                                        | تاريخ النشر | عدد الصفحات | ردمك ISBN            | المصدر               |
| ----------------------------------------------------- | ------------------------------------------------ | ----------- | ----------- | -------------------- | -------------------- |
| المسرح التربوي وسيلة من وسائل التعليم في رياض الأطفال | منشورات ضفاف، مكتبة الفنون والآداب السلسلة: فنون | 2014        | 152         | (ردمك 9786140210288) | [ 2 ] [ 3 ] [ 4 ]    |
| التربية المعرفية وأخلاقيات شكلانية الفنون الجميلة     | منشورات ضفاف، مكتبة الفنون والآداب السلسلة: فنون | 2014        | 72          | (ردمك 9786140209961) | [ 1 ] [ 5 ] [ 6 ]    |
| رؤية في فهم الترميز الجمالي للفلسفات الوضعية والأديان | دار الطلائع للنشر والتوزيع والتصدير              | 2014        | 65          | (ردمك 9786140210349) | [ 7 ] [ 8 ] [ 9 ]    |
| بناء معيار لإعداد مدرسي التربية الفنية                | دار الطلائع للنشر والتوزيع والتصدير              | 2014        | 245         | (ردمك 9786140211094) | [ 10 ] [ 11 ] [ 12 ] |